# Éric Deflandre
Éric Deflandre (ur. 2 sierpnia 1973 roku w Rocourt) – belgijski piłkarz występujący na pozycji obrońcy.

## Kariera klubowa
Eric Deflandre zawodową karierę rozpoczynał w wieku w 1991 roku w RFC Liège. Miejsce w podstawowej jedenastce tego klubu wywalczył sobie w sezonie 1992/1993, w których wystąpił w 34 ligowych spotkaniach. Łącznie dla RFC Belg rozegrał 93 mecze i strzelił jedną bramkę, po czym trafił do Germinalu Beerschot Antwerpia. Zawodnikiem "De Ratten" Deflandre był jednak tylko w sezonie 1995/1996, po którym przeniósł się do jednego z najbardziej utytułowanych zespołów w kraju - Club Brugge. Razem z niebiesko-czarnymi Eric w 1998 roku zdobył mistrzostwo oraz Superpuchar Belgii. Po rozegraniu w Brugii 119 spotkań Deflandre przeniósł się do Ligue 1 i podpisał kontrakt z drużyną Olympique Lyon. Razem z "Les Gones" belgijski defensor trzy razy z rzędu zdobył mistrzostwo Francji, a także wygrał rozgrywki Pucharu Francji oraz Superpucharu Francji. W barwach Lyonu Eric zadebiutował także w Lidze Mistrzów, w której występował podczas wszystkich czterech sezonów, w których był piłkarzem Lyonu. W 2004 roku Deflandre powrócił do Belgii i został graczem Standardu Liège. Po rozegraniu 76 pojedynków dla "Les Rouches" wychowanek RFC przeniósł się do klubu FC Brussels. Grał tam jednak tylko przez rundę jesienną sezonu 2007/2008, a w zimowym okienku transferowym został zawodnikiem Dender EH. Następnie grał w Lierse SK i RFC Liège, w którym w 2012 roku zakończył karierę.

## Kariera reprezentacyjna
W reprezentacji Belgii Deflandre zadebiutował w 1997 roku. Dwa razy uczestniczył w finałach mistrzostw świata oraz raz wystąpił na mistrzostwach Europy. Na Mistrzostwach Świata 1998 wystąpił we wszystkich trzech spotkaniach Belgów, którzy odpadli z turnieju już w fazie grupowej. Na Euro 2000 "Czerwone Diabły" także zakończyły swój udział na pierwszej rundzie, a Eric znów zagrał w każdym z meczów. Ostatnią wielką imprezą piłkarską w karierze byłego piłkarza Brugii były Mistrzostwa Świata 2002. Na nich Belgowie zostali wyeliminowani w 1/8 finału przez późniejszych triumfatorów całego turnieju - Brazylijczyków. Deflandre pełniący tym razem rolę rezerwowego na boisku pojawił się tylko w jednym pojedynku. Łącznie dla drużyny narodowej belgijski obrońca rozegrał 57 meczów.

## Inne
19 czerwca 2000 w spotkaniu Euro 2000 z Turcją, zastąpił w bramce usuniętego za czerwoną kartkę bramkarza Filipa De Wilde.